# Fenyőfő
Fenyőfő è un comune di 149 abitanti situato nella contea di Győr-Moson-Sopron, nell'Ungheria nordoccidentale.